# Écriture ouïghoure arabisée
L’écriture ouïghoure arabisée (EOA) ou Uyghur Ereb Yëziqi (ouïghour : ئۇيغۇر ئەرەب يېزىقى, ; chinois : 传统维文 ; pinyin : chuántǒng wéi wén ; litt. « écriture ouïghoure traditionnelle » ou 老维文 / 老維文, Lǎowéi wén, littéralement « vieille écriture ouïghoure »), également connue sous le nom de Kona Yeziⱪ (كونا يېزىق), est l’alphabet arabe traditionnel utilisé pour écrire la langue ouïghoure depuis le Xe siècle, parallèlement à l'alphabet ouïghour (utilisé d'environ 700 à 1800). Le terme Kona Yeziⱪ signifie « Vieille écriture », par comparaison à la romanisation abolie Yengi Yeziⱪ, Yengi Yeziq « Nouvelle écriture » en vigueur de 1969 à 1987, et à l’alphabet cyrillique actuellement utilisé sur le territoire de l’ancienne Union soviétique.

## Comparaison des alphabets ouïghours
La table ci-dessous donne le Kona Yeziⱪ avec son correspondant Yengi Yeziⱪ, cyrillique, ULY, et le correspondant moderne en orthographe turque, ainsi que les valeurs phonétiques de l’alphabet phonétique international (API).
| Arabe | Latin | Cyrillique | ULY   | Turc | IPA  |    | Arabe | Latin | Cyrillique | ULY     | Turc       | IPA |
| ئا    | A a   | А а        | A a   | A a  | /a/  | ق  | Ⱪ ⱪ   | Қ қ   | Q q        | K k     | /q/        |     |
| ئە    | Ə ə   | Ә ә        | E e   | E e  | /æ/  | ك  | K k   | К к   | K k        | K k     | /k/        |     |
| ب     | B b   | Б б        | B b   | B b  | /b/  | ڭ  | ng    | Ң ң   | ng         | ng      | /ŋ/        |     |
| پ     | P p   | П п        | P p   | P p  | /p/  | گ  | G g   | Г г   | G g        | G g     | /ɡ/        |     |
| ت     | T t   | Т т        | T t   | T t  | /t/  | ل  | L l   | Л л   | L l        | L l     | /l/        |     |
| ج     | J j   | Җ җ        | J j   | C c  | /dʒ/ | م  | M m   | М м   | M m        | M m     | /m/        |     |
| چ     | Q q   | Ч ч        | CH ch | Ç ç  | /tʃ/ | ن  | N n   | Н н   | N n        | N n     | /n/        |     |
| خ     | H h   | Х х        | X x   | H h  | /x/  | ھ  | Ⱨ ⱨ   | Һ һ   | H h        | H h     | /h/        |     |
| د     | D d   | Д д        | D d   | D d  | /d/  | ئو | O o   | О о   | O o        | O o     | /o/        |     |
| ر     | R r   | Р р        | R r   | R r  | /r/  | ئۇ | U u   | У у   | U u        | U u     | /u/        |     |
| ز     | Z z   | З з        | Z z   | Z z  | /z/  | ئۆ | Ɵ ɵ   | Ө ө   | Ö ö        | Ö ö     | /ø/        |     |
| ژ     | Ⱬ ⱬ   | Ж ж        | ZH zh | J j  | /ʒ/  | ئۈ | Ü ü   | Ү ү   | Ü ü        | Ü ü     | /y/        |     |
| س     | S s   | С с        | S s   | S s  | /s/  | ۋ  | V v   | В в   | W w        | V v     | /v/        |     |
| ش     | X x   | Ш ш        | SH sh | Ş ş  | /ʃ/  | ئې | E e   | Е е   | Ë ë        | E e     | /e/        |     |
| غ     | Ƣƣ    | Ғ ғ        | GH gh | Ğ ğ  | /ʁ/  | ئى | I i   | И и   | I i        | İ i/I ı | /i/ ou /ɨ/ |     |
| ف     | F f   | Ф ф        | F f   | F f  | /f/  | ي  | Y y   | Й й   | Y y        | Y y     | /j/        |     |

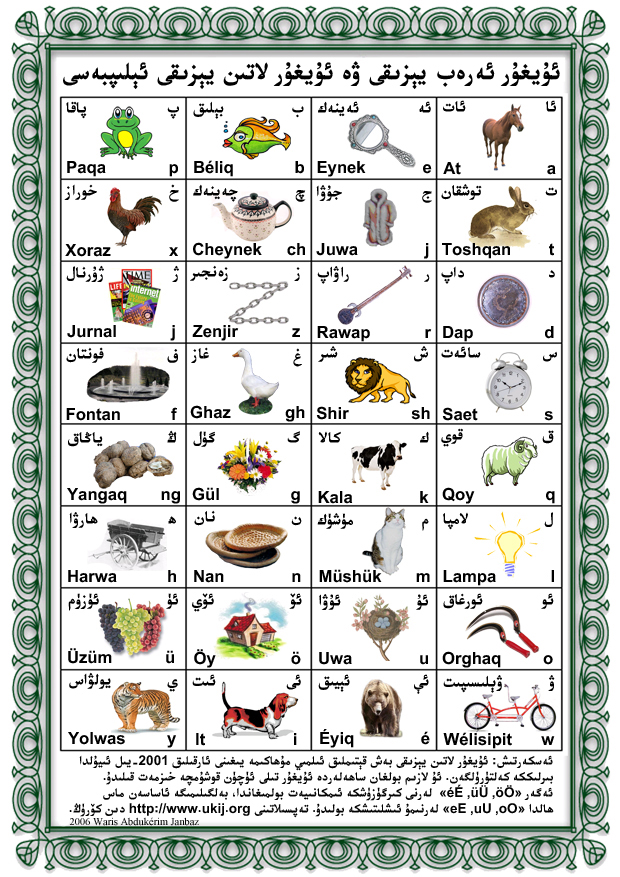
Comparaison des alphabets

L’alphabet cyrillique ouïghour a deux lettres supplémentaires, qui résultent de la combinaison de deux sons. Voici leurs équivalents arabes et latins. 
| Cyrillique | Arabe | Latin |
| ---------- | ----- | ----- |
| Ю ю        | يۇ    | yu    |
| Я я        | يا    | ya    |

Voir également : Xiao'erjing, l’écriture de la langue chinoise en alphabet arabe.

## Évolutions récentes
Le gouvernement de la République populaire de Chine introduisit l’écriture ouïghoure nouvelle, un alphabet latin proche de l’alphabet turcique uniforme soviétique en 1969, mais l’écriture arabe fut réintroduite en 1983, avec des diacritiques supplémentaires pour noter les voyelles de l’ouïghour.   L’alphabet cyrillique fut utilisé et l’est toujours sous ancienne influence soviétique, et une autre écriture latine, basée sur l’orthographe turque, est utilisée par la diaspora et sur l’Internet. 
Entre novembre 2000 et juillet 2001, cinq conférences ont été tenues à l’université du Xinjiang à Ürümqi pour établir une écriture latine unifiée (Uyghur Latin Yëziqi, ULY). Le projet ULY fut suivi par le média officiel et sur le web pour informer le public de la progression des travaux. Les médias, en particulier, furent attentifs à ne pas donner de mauvais message concernant cette réforme naissante. Cependant, même de nos jours, le terme ULY est toujours utilisé avec précaution de peur de remettre en cause l’écriture traditionnelle. D’autres pensent qu’il est important d’avoir une correspondance exacte (soit une norme) entre l’écriture latine et l’écriture arabe en ouïghour.